# Эркин-Сай
Эркин-Сай (кирг. Эркин-Сай) — село в Панфиловском районе Чуйской области Кыргызстана. Входит в состав Вознесеновского айылного аймака.

## География
Село расположено в западной части области, на правом берегу реки Чон-Кайынды, на расстоянии приблизительно 14 километров (по прямой) к юго-востоку от города Каинды, административного центра района. Абсолютная высота — 1025 метров над уровнем моря.

## Население
Согласно оценочным данным Национального статистического комитета Кыргызской Республики, численность населения села на начало 2023 года составляла 709 человек.
| год     | 2009 | 2014 | 2015 | 2020 | 2021 | 2023 |
| ------- | ---- | ---- | ---- | ---- | ---- | ---- |
| человек | 720  | 725  | 740  | 749  | 845  | 709  |